# Gwinear–Gwithian
Gwinear–Gwithian est une paroisse civile des Cornouailles, en Angleterre. Elle comprend les villages de Connor Downs, Gwinear, Gwithian, Reawla et Rosewarne.